# Sphyraena putnamae
Sphyraena putnamae is een straalvinnige vissensoort uit de familie van de Barracuda's (Sphyraenidae). De wetenschappelijke naam van de soort is voor het eerst geldig gepubliceerd in 1905 door Jordan & Seale.